# Formfranska

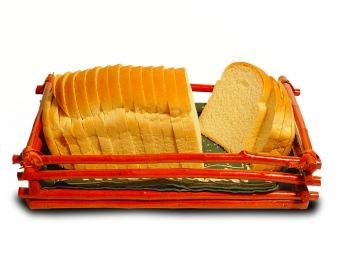
Färdigskivad formfranska i en brödkorg.

Formfranska är ett franskbröd gräddat i en rektangulär bakform. Formfranska bakas på vetemjöl och beströs ibland med vallmofrö.
Det är vanligt att skivor av formfranska rostas i brödrost och äts till frukost med pålägg som till exempel marmelad, sylt, ost och skinka. Brödet kan även rostas i ugn tillsammans med pålägg som exempelvis tomat, skinka, champinjoner och ost. Maträtten kallas då varma smörgåsar eller varma mackor. Ytterligare ett alternativ att värma brödet i en smörgåsgrill. När brödet är upphettat kallas det för rostat bröd eller "toast" (lånord från engelskan). Formfranska används även som bas till snittar och smörgåsen landgång. Formfranska i butik brukar säljas färdigskivad.
Formbröd kan även bakas på grahamsmjöl och rågmjöl.